# Winter van 2006-2007
De winter van 2006-2007 was in het grootste deel van Europa extreem zacht. Zowel in Nederland als in België is het tot nu toe de winter met de hoogste gemiddelde temperatuur over de maanden december, januari en februari sinds het begin van de officiële metingen. Het KNMI noteerde een gemiddelde wintertemperatuur van 6,5 °C, waarmee het vorige warmterecord uit 1990 met een halve graad werd overtroffen. In de metingen van het KMI viel de gemiddelde temperatuur nog een tiende graad hoger uit.
Toch had deze winter van alle winters die bekend zijn uit de metingen niet het laagste koudegetal. Eind januari en begin februari kwam het landelijk nog tot enkele vorstdagen. Een landelijke ijsdag kwam deze winter niet voor. Het KNMI noteerde uiteindelijk nog een koudegetal van 4,8.

## Extreem warme periode herfst-winter
Ook de voorgaande herfst was in Europa al zeer zacht geweest. Berekeningen wezen uit dat de kans 95% is dat deze herfst en winter de allerwarmste in de geschiedenis van Europa waren sinds minstens 500 jaar.
1974-1975 · 1988-1989  · 1989-1990  · 1999-2000 · 2006-2007 · 2013-2014 · 2014-2015 · 2015-2016 · 2019-2020